# John Bello Story III
John Bello Story III è il quarto mixtape del rapper tedesco Kool Savas, pubblicato nel marzo del 2010 su etichetta Essah Entertainment/Groove Attack. Ha raggiunto la 4ª posizione nella classifica degli album più venduti in Germania, la 7^ in Svizzera e la 10^ in Austria.

## Tracce[3]

### CD 1
| #   | Titolo                                                                                | Durata |
| --- | ------------------------------------------------------------------------------------- | ------ |
| 1.  | Denn ein Bello kommt selten allein                                                    | 3:06   |
| 2.  | Immer wenn ich Rhyme (featuring. Olli Banjo, Azad & Moe Mitchell)                     |        |
| 3.  | Mach doch deinen scheiss (featuring. Mo Trip, Olli Banjo, Franky Kubrick & Kaas)      |        |
| 4.  | MySpace (featuring. Olli Banjo, Mo Trip & Moe Mitchell)                               |        |
| 5.  | Sei nicht schüchtern (featuring. Caput)                                               | 3:50   |
| 6.  | Booyaka shot (featuring. Sinan & Ercandize)                                           | 4:04   |
| 7.  | Weg nach draussen                                                                     | 3:15   |
| 8.  | Orchestrator (featuring. Ercandize)                                                   | 4:34   |
| 9.  | Merk dir meinen namen (featuring. Franky Kubrick, Olli Banjo, Mo Trip & Moe Mitchell) |        |
| 10. | Afsoun & Derya (Skit)                                                                 | 1:01   |
| 11. | Rhythmus meines Lebens                                                                | 3:19   |
| 12. | Immer das schlechte (featuring Curse, Olli Banjo, Ercandize & Amar)                   |        |
| 13. | Techno pilot (featuring Olli Banjo)                                                   | 3:47   |
| 14. | Weck mich nicht auf (featuring Curse & Moe Mitchell)                                  |        |
| 15. | Die John Bello Story (raccontata da Franky Kubrick & Moe Mitchell)                    |        |
| 16. | Tribut                                                                                | 2:53   |

### CD 2
| #  | Titolo | Durata |
| -- | --- | ------ |
| 1. | Halluzinationen (featuring. Ercandize & Amar) |        |
| 2. | Immer wenn ich Rhyme "Remix" (featuring. Curse, Franky Kubrick, Tone, Patrick mit Absicht, Kitty Kat, Ercandize, Amar, Caput, Sinan, Vega, Tua, Kaas, Fiva MC, Mo Trip) |        |
| 3. | 30 Sskunden (featuring. Olli Banjo, Mo Trip & Alex Prince) |        |
| 4. | Rewind (featuring. Ying Yang Twins) | 4:26   |
| 5. | Buddy Ogün (Skit) | 1:23   |
| 6. | Wand | 3:12   |
| 7. | Weck mich nicht auf "Remix" (featuring. Curse ) |        |